# Michałkowo (Barciany)

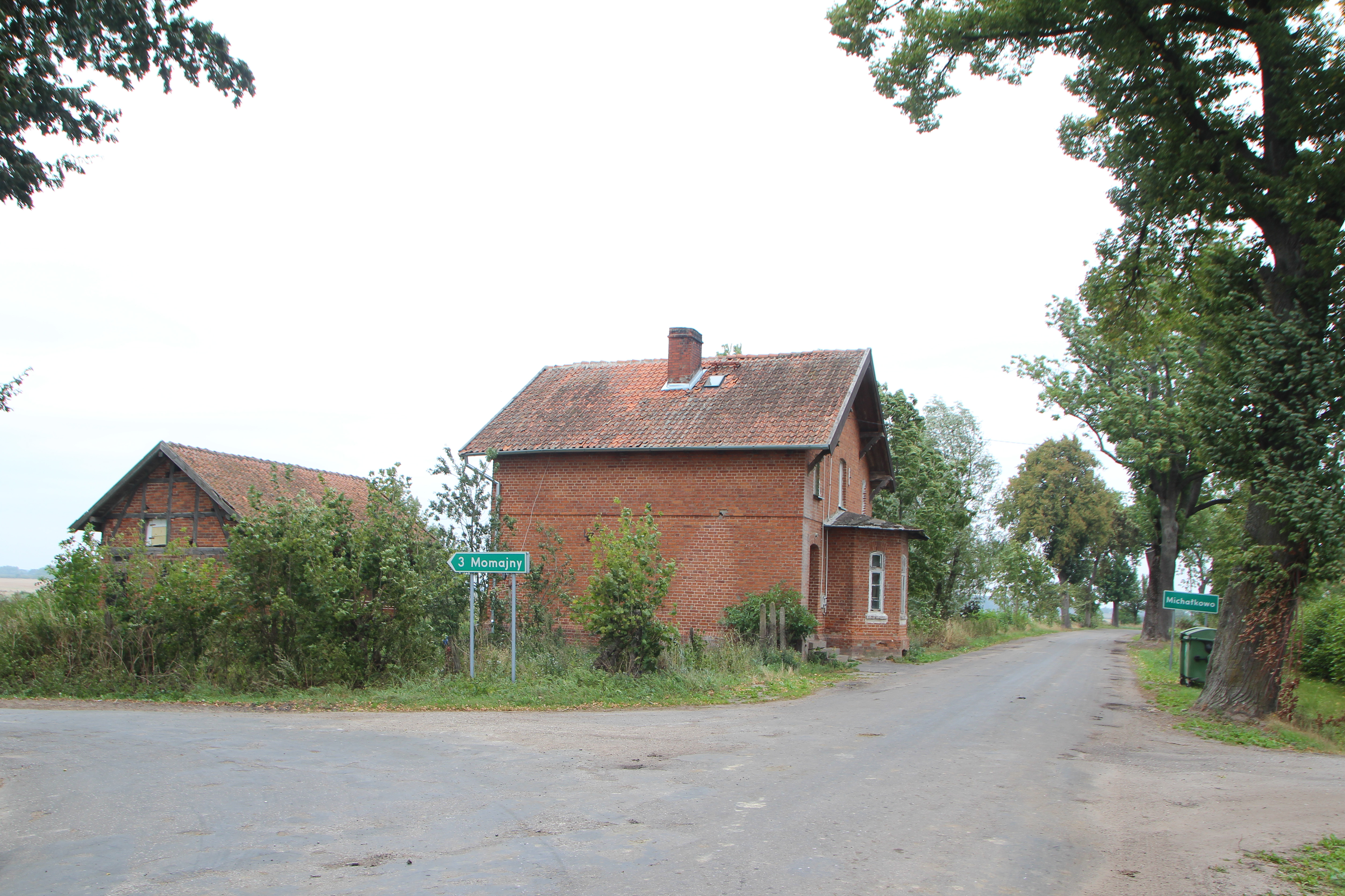
Ortseingang

Michałkowo [mixau̯ˈkɔvɔ] (deutsch Langmichels) ist ein Ort in der polnischen Woiwodschaft Ermland-Masuren. Er liegt im Powiat Kętrzyński (Kreis Rastenburg) und gehört zur Gmina (Landgemeinde) Barciany (Barten).

## Geographie
Michałkowo liegt nur einen Kilometer von der polnisch-russischen Staatsgrenze entfernt in der nördlichen Mitte der Woiwodschaft Ermland-Masuren, vier Kilometer südlich der einstigen Kreisstadt Gerdauen (heute russisch Schelesnodoroschny) bzw. 27 Kilometer nordwestlich der heutigen Kreismetropole Kętrzyn (deutsch Rastenburg).

## Geschichte
Die ehemals Langmichels genannte Landgemeinde – und spätere Vorwerk zum Gut Kanoten (polnisch: Kanoty, nicht mehr existent) – war 1874 eine von fünf kommunalen Einheiten, die den neu errichteten Amtsbezirk Kanoten bildeten. Er gehörte zum Landkreis Gerdauen im Regierungsbezirk Königsberg der preußischen Provinz Ostpreußen. 1932 wurde der Amtsbezirk Kanoten in „Amtsbezirk Posegnick“ (heute russisch: Sori) umbenannt, verblieb allerdings bis 1945 im bisherigen Landkreis.
Infolge des Zweiten Weltkriegs kam Langmichels mit dem südlichen Ostpreußen zu Polen und erhielt die polnische Namensform „Michałkowo“. Heute ist das Dorf eine Ortschaft innerhalb der Landgemeinde Barciany (Barten) im Powiat Kętrzyński der Woiwodschaft Ermland-Masuren (1975 bis 1998 Woiwodschaft Olsztyn).

## Kirche
Mit seiner überwiegend evangelischen Bevölkerung gehörte Langmichels bis 1945 zum Kirchspiel der Kirche Momehnen im Kirchenkreis der heute in Russland liegenden Stadt Gerdauen (russisch: Schelesnodoroschny)  innerhalb der Kirchenprovinz Ostpreußen der Kirche der Altpreußischen Union. Die in Langmichels lebenden Katholiken waren in die Kirche in Insterburg (heute russisch: Tschernjachowsk) eingepfarrt.
Heute lebt eine fast ausnahmslos katholische Einwohnerschaft in Michałkowo. Das Dorf ist nun in die Pfarrei Mołtajny (Molthainen, 1938–1945 Molteinen) mit der Filialkirche Aptynty (Aftinten)eingepfarrt, die zum Dekanat Kętrzyn II (Północy-Wschód) (Rastenburg Nord-Ost) im Erzbistum Ermland in der Katholischen Kirche in Polen gehört. Hier lebende evangelische Kirchenglieder sind der Kirchengemeinde Barciany (Barten), einer Filialgemeinde von Kętrzyn (Rastenburg) in der Diözese Masuren der Evangelisch-Augsburgischen Kirche in Polen zugeordnet.

## Verkehr

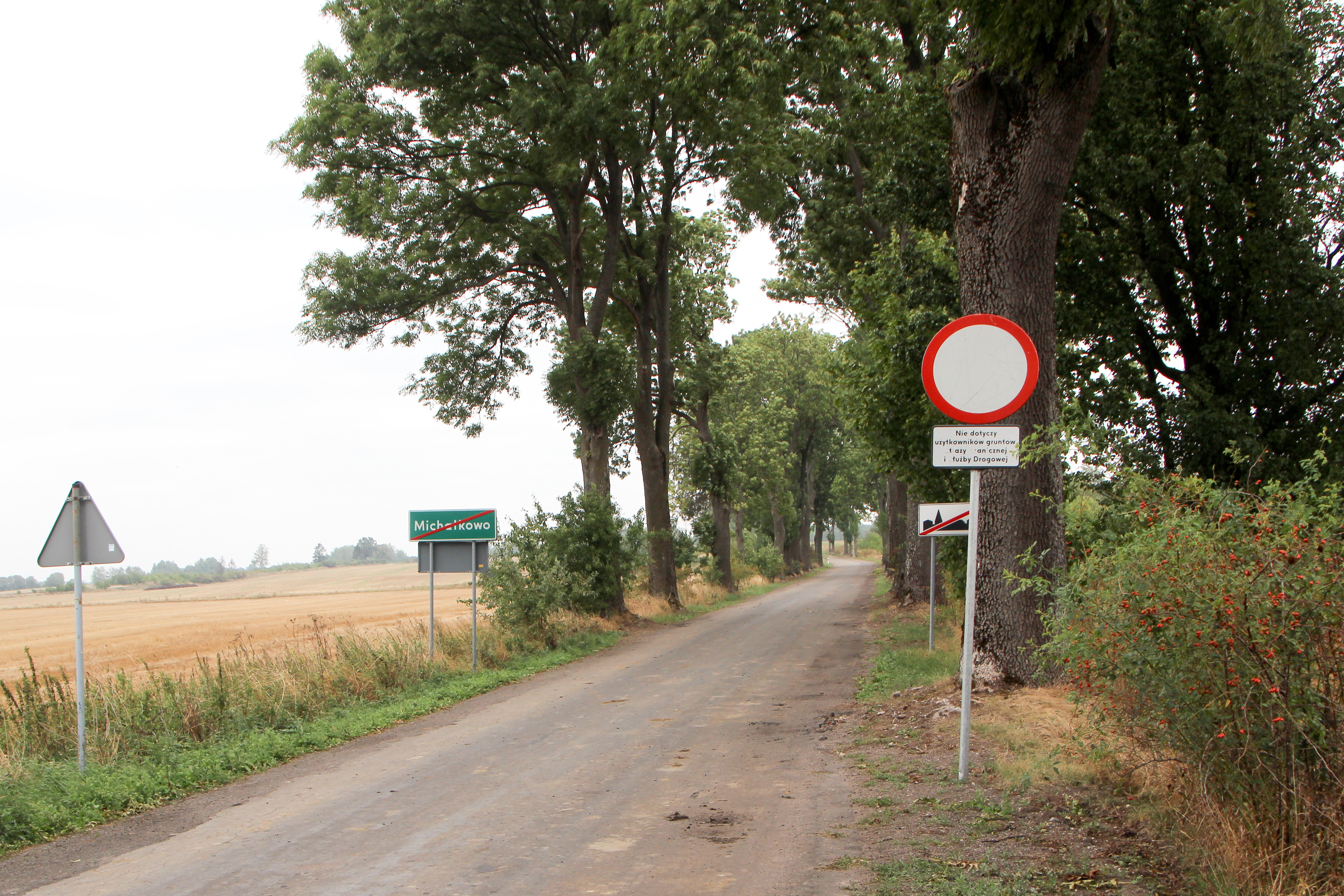
Sperrschild an der Wojewodschaftsstraße 591 zur polnisch-russischen Grenze

Michałkowo ist Endpunkt der polnischen Woiwodschaftsstraße 591 (ehemalige deutsche Reichsstraße 141), die vor 1945 bis nach Gerdauen (Schelenodoroschny) weiter verlief, heute sich im Grenzgebiet verliert. Aus südwestlicher Richtung von Skandawa (Skandau) und Momajny (Momehnen) herkommend endet eine Nebenstraße in Michałkowo.
Eine Bahnanbindung besteht nicht. Im Jahre 2001 wurde der Abschnitt von Korsze (Korschen) nach Schelesnodoroschny (Gerdauen) der Bahnstrecke Posen–Toruń–Korsze, die an Michałkowo westlich vorbeiführt, außer Betrieb gestellt.